# Harrisia scutellaris
Harrisia scutellaris är en tvåvingeart som beskrevs av Robineau-desvoidy 1830. Harrisia scutellaris ingår i släktet Harrisia och familjen parasitflugor. Inga underarter finns listade i Catalogue of Life.